# Peurakoskensaari
Peurakoskensaari är en ö i Finland.   Den ligger i kommunen Kuusamo i den ekonomiska regionen  Koillismaa ekonomiska region  och landskapet Norra Österbotten, i den nordöstra delen av landet, 700 km norr om huvudstaden Helsingfors.